# Новоторецкое (Добропольский район)
Новоторе́цкое (укр. Новоторецьке) — село на Украине (до 1919 года Елено-Катериновка, до 1965 года Красное) находится в Покровском районе Донецкой области.
Код КОАТУУ — 1422086601. Население по переписи 2001 года составляет 520 человек. Почтовый индекс — 85052. Телефонный код — 6277.

## История
Село возникло в первой половине XIX века.
Советская власть установлена в декабре 1917 года. В 1919 году организован комбед, первым председателем которого был Н. И. Кордюков (впоследствии зверски замученный белогвардейцами).
Решением Донецкого облисполкома от 9 июня 1965 г. село Красное переименовано в Новоторецкое.